# مجلس الشيوخ الكندي
مجلس الشيوخ في كندا (بالفرنسية: Le Sénat du Canada)‏ هو المجلس الأعلى في البرلمان الكندي ، جنبا إلى جنب مع العاهل (ويمثلها الحاكم العام) ومجلس العموم الكندي. مجلس الشيوخ يتألف من 105 عضوا يعينهم الحاكم العام بناء على نصيحة رئيس الوزراء. المقاعد تم تعيينها على أساس إقليمي ، مع كل منطقة من المناطق الرئيسية الأربع تلقي 24 مقعدا ، ويتم تعيين ما تبقى من المقاعد المتاحة لأصغر المناطق. في أربع مناطق رئيسية هي : اونتاريو وكيبيك والمقاطعات البحرية ، والمحافظات الغربية. يتم تعيين المقاعد للنيوفاوندلاند ولابرادور ، والأقاليم الشمالية الغربية ، يوكون ، ونونافوت وبصرف النظر عن هذه الانقسامات الإقليمية. أعضاء مجلس الشيوخ قد يخدمون حتى بلوغهم سن ال 75.
مجلس الشيوخ هو المجلس الأعلى في البرلمان ، ومجلس العموم هو المجلس الأدنى في البرلمان. ومع ذلك هذا لا يعني أن مجلس الشيوخ أقوى من مجلس العموم ، لمجرد أن أعضاءه وضباطه أعلى مرتبة من أعضاء وضباط مجلس العموم في ترتيب الأسبقية لأغراض البروتوكول. في الواقع ، على سبيل الممارسة والعرف ، مجلس النواب هو الدائرة المهيمنة. وعلى الرغم من أن موافقة كلا المجلسين ضرورية للتشريع ، ومجلس الشيوخ نادرا ما يرفض مشاريع القوانين التي يجيزها مجلس العموم المنتخب مباشرة. وعلاوة على ذلك ، فإن الحكومة هي وحدها المسؤولة أمام مجلس العموم ، ولرئيس وزراء كندا ومجلس الوزراء البقاء في مناصبهم طالما احتفظوا بثقة مجلس العموم. مجلس الشيوخ لا يمارس أي رقابة من هذا القبيل. على الرغم من أن التشريع يقدم في أي من المجلسين ، فإن غالبية السندات الحكومية تراقب من قبل مجلس العموم. بموجب الدستور ، يجب أن تكون الفواتير المالية مراقبة دائما من مجلس العموم.